# William Bunnell
William Frederick „Bunny“ Bunnell (* 21. Juli 1884 in Liverpool; † 22. Oktober 1964 in London) war ein englischer Fußballschiedsrichter. 

## Sportlicher Werdegang
Bunnell leitete in den 1920er und 1930er Jahren Meisterschaftsspiele in der First Division der Football League, zudem stand er als Spielleiter bei Wettbewerben der englischen Football Association auf dem Spielfeld. Im FA Cup 1926/27 pfiff er dabei das Endspiel zwischen Cardiff City und dem FC Arsenal. Hughie Ferguson entschied im Wembley-Stadion mit dem einzigen Treffer des Tages das Spiel zugunsten der Waliser, so dass der FA Cup erstmals von einer nicht-englischen Mannschaft gewonnen wurde. 1931 leitete er zudem an der Anfield Road sein einziges Länderspiel, als im Rahmen der British Home Championship 1931/32 England sich mit einem 3:1-Erfolg gegen Wales durchsetzte.